# Coryphodema
Coryphodema is een geslacht van vlinders van de familie van de Houtboorders (Cossidae).
De soorten van dit geslacht komen voor in Zuidelijk Afrika.

## Soorten
- Coryphodema seineri (Grünberg, 1910)
- Coryphodema tristis (Drury, 1782)
- Coryphodema zimbabwensis Mey, 2017